# Saint-Cyr-au-Mont-d’Or
Saint-Cyr-au-Mont-d’Or ist eine französische Gemeinde mit 6113 Einwohnern (Stand: 1. Januar 2022) in der Métropole de Lyon in der Region Auvergne-Rhône-Alpes. Sie gehört administrativ zum Arrondissement Lyon und war bis 2015 Teil des Kantons Limonest. Die Einwohner werden Saint-Cyrôts genannt.

## Geographie
Saint-Cyr-au-Mont-d’Or liegt nördlich von Lyon am südlichen Fuß des Mont d’Or. Umgeben wird es von den Nachbargemeinden Poleymieux-au-Mont-d’Or und Saint-Romain-au-Mont-d’Or im Norden, Collonges-au-Mont-d’Or im Osten, das neunte Arrondissement von Lyon im Süden sowie Saint-Didier-au-Mont-d’Or im Westen.

## Geschichte
Das Vichy-Regime richtete in Saint-Cyr-au-Mont-d’Or 1941 eine Polizeischule ein.

## Bevölkerungsentwicklung
| Jahr                       | 1962 | 1968 | 1975 | 1982 | 1990 | 1999 | 2006 | 2011 |
| -------------------------- | ---- | ---- | ---- | ---- | ---- | ---- | ---- | ---- |
| Einwohner                  | 3962 | 4075 | 4763 | 4800 | 5318 | 5392 | 5388 | 5534 |
| Quellen: Cassini und INSEE |      |      |      |      |      |      |      |      |

## Sehenswürdigkeiten
- Kirche Saint-Cyr

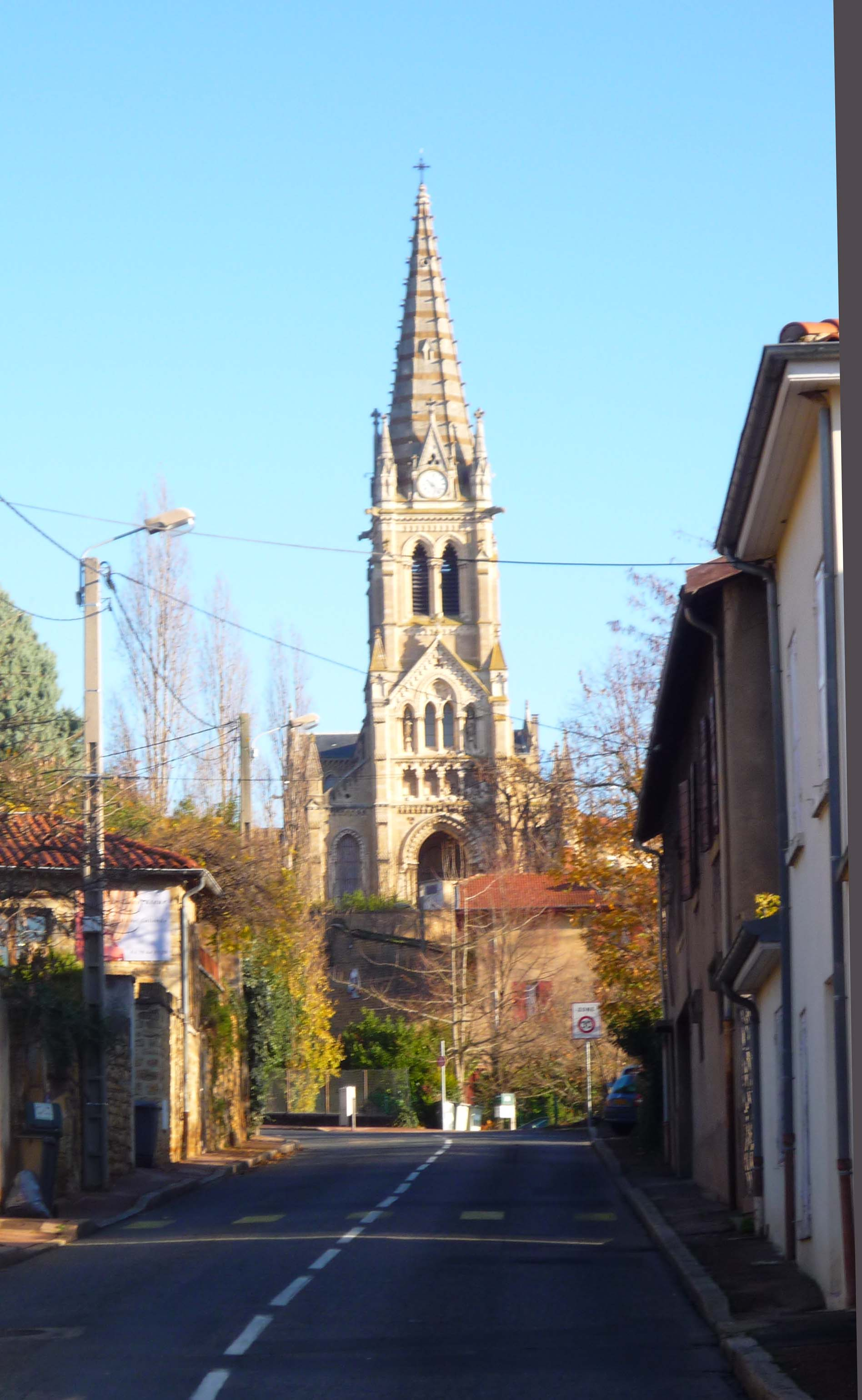
Kirche Saint-Cyr

- neogotische Kirche, erbaut Ende des 19. Jahrhunderts
- Einsiedlerkapelle am Mont Cindre
- Reste des römischen Aquädukts vom Mont d’Or
- Donjon des früheren Château de Saint-Cyr, Burganlage aus dem 12. Jahrhundert, seit 1926 Monument historique

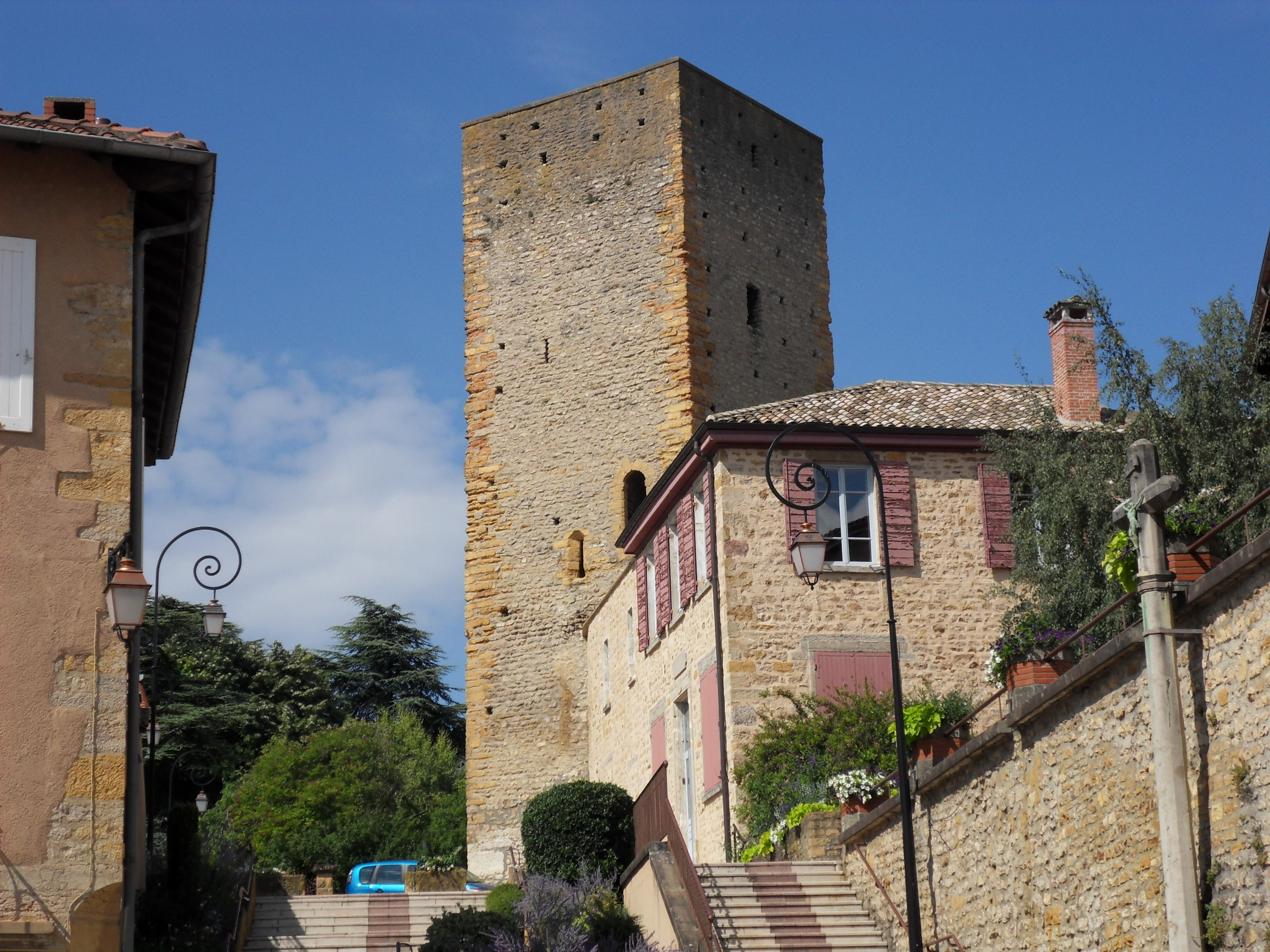
Donjon der Burganlage

- Château du Mont-d’Or, im 17. Jahrhundert errichtet,
- Château Mouterde, im 17. Jahrhundert errichtet
- Château de Saint-André du Coing, im 16. Jahrhundert errichtet, Monument historique seit 2007
- Château de Rochecardon, in der Renaissance (17. Jahrhundert) ergänzter Bau aus dem 13. Jahrhundert
- Kapelle von Saint-Fortunat, gotischer Bau

## Persönlichkeiten
- Louis Touchagues (1893–1974), Maler und Grafiker